# Янагита, Кунио
Кунио Янагита (яп. 柳田國男 Янагита Кунио, 31 июля 1875 года — 8 августа 1962 года) — японский научный и образовательный деятель, философ, краевед, фольклорист. Выпускник Токийского университета. Работал в Министерстве сельского хозяйства и торговли Японии, Палате пэров японского Парламента, газете «Асахи симбун». Занимался собранием и изучением японского фольклора. За заслуги в развитии японской науки получил прозвище «отец японской фольклористики». Награждён Орденом культуры. Автор пионерских работ в области японской этнографии и краеведения: «Тоно-моногатари», «Диалоги о каменных божествах», «Теория фольклора», «Морской путь».

## Биография

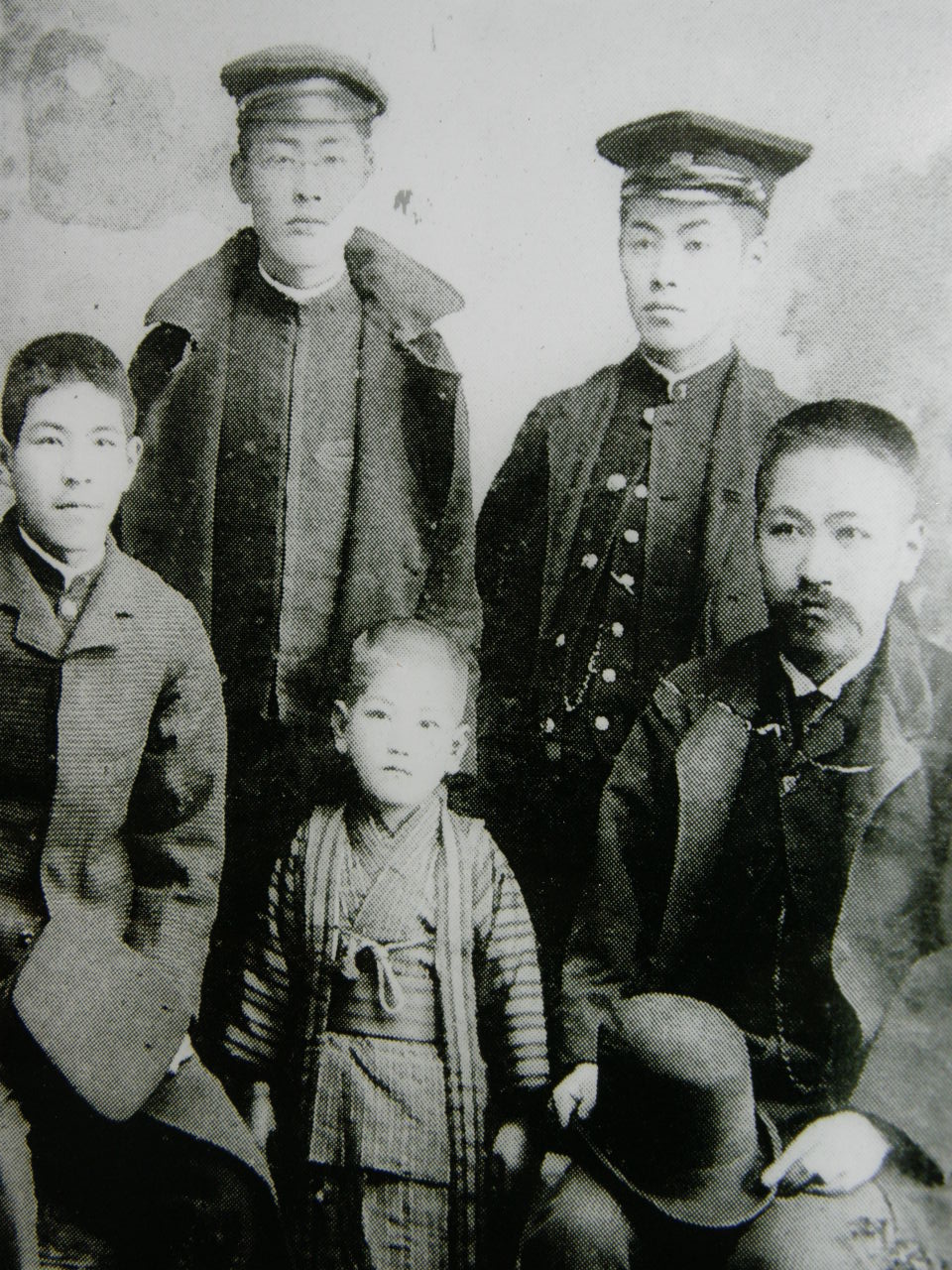
Братья Мацуока. Кунио Янагита справа вверху.

### Молодые годы
Кунио Янагита родился 31 июля 1875 года в селе Хара уезда Канто префектуры Хёго, в самурайской семье Мацуока. Его отец был врачом и учёным-конфуцианцем местного уезда Химэдзи.
В 1887 году Кунио отправился на учёбу в Токио, где познакомился с писателем Мори Огаем. Под его влиянием он начал литературную деятельность, печатая свои стихи в журнале «Бунгакукай» и других изданиях под именем Кунио Мацуока.
В июле 1900 года Кунио окончил юридический факультет Токийского университета и поступил на службу в отделение управления сельским хозяйством Министерства сельского хозяйства и торговли. Заинтересовавшись управлением аграрным сектором, он стал вынашивать планы осуществления карьеры в этой области. По роду своей служебной деятельности он много разъезжал по японским сёлам для изучения методов управления, а обобщение своего опыта представлял в лекциях в Университете Васэда, читаемых им в рамках курса «Аграрная политика».
В мае 1901 года Кунио стал названным сыном Янагиты Наохиры, судьи Верховного суда Японии, в семью которого он был принят с женитьбой на дочери Янагиты. В феврале 1902 года, благодаря помощи названного отца, он был назначен советником Законодательного отдела Парламента Японии. В январе 1908 года после четырёхлетней работы Янагита получил назначение на должность секретаря Министерства Императорского дома, а в июне 1910 года — должность главы архивов канцелярии Кабинета министров Японии.
Параллельно со службой Янагита продолжал заниматься литературой. Он был членом литературных объединений Субботний кружок и Кружок Рюдо. В 1907 году Янагита основал Ибсеновский кружок вместе с поэтом Камбара Ариакэ, драматургом Каору Осанаи и писателем Симадзаки Тосон. Впоследствии к литературе Янагита охладел, особенно критически относясь к японскому натурализму и исповедальной прозе сисёсэцу.

### Развитие фольклористики

#### «Тоно-моногатари» («Рассказы из Тоно»)
В 1910 году выходит книга «Рассказы из Тоно», в которой был представлен фольклор северо-восточной части страны: 119 легенд и преданий. Рассказчиком выступил Сасаки Кидзэн, выходец из деревни Тоно (префектура Иватэ). Кунио же их оформил в печатном виде, причем на выходившем из употребления бунго.
Обитателями данного района являлись потомками пограничников, живущих на пересечении с айнами, которых японцы вытеснили на север. Основными занятиями являлись не сельское хозяйство, а охота, добыча руды и выращивание лошадей. Суровый климат, обилие лесов и гор оставили свой отпечаток на сюжетных линиях собранных рассказов. Сам метод совместного составления сборника восходит ещё к эпохи Нара, когда авторами «Записей о делах древности» (кодзики) выступили рассказчик Хиэда-но Арэ, а их оформителем — чиновник Оно Ясумаро. Структура напоминает средневековую традицию литературных устных рассказов («Сэцува бунгаку»). Произведение описывает «встречи» реальных людей с горной нечистью (животные и ёкаи), во время которых происходят различные необъяснимые, порой даже сказочные события. Однако, в отличие от сэцува в них нет прямого морализаторства, герои не задумываются о поступках. Сам Кунио писал, что адресовал этот сборник преимущественно для жителей городской среды. Произведение зачастую производило отталкивающее впечатление к жителям похожих «глубинок».

#### Краеведение
В 1913 году Кунио Янагита стал соредактором журнала «Краеведческие исследования» (яп. 郷土研究 кё:до кэнкю:), одного из подведомственных органов Краеведческого общества. Начинающий этнолог смог напечатать там ряд своих статей, посвященных народным верованиям (вплоть до неизданных в «Рассказах из Тоно»). Работа общества, во главе которого стоял Нитобэ Инадзо, ориентировалась на изучении социально-экономической сферы, что противоречило интересам Кунио Янагита, считавшего, что следует двигаться в сторону исследования этнологии. В своих работах Кунио пишет об объединяющей роли синтоизма: несмотря на сильное влиянием буддизма, в деревнях сохраняется почитание родового божества-удзигами, а сами японцы являются его потомками-удзико. Сам автор имел огромное количество псевдонимов (около 19), под которыми он писал в том числе в «Краеведческих исследованиях». Количество читателей журнала составляло порядка 600 человек.

### Последующая деятельность

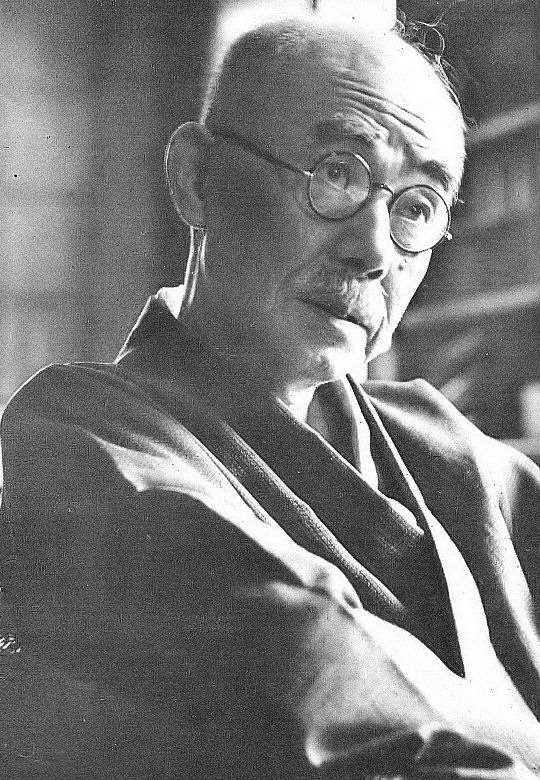
Кунио Янагита в 1951 году

В 1935 году к торжествам по случаю празднования 60-летия Янагиты была приурочена конференция о японской фольклористике. Организаторы, в числе которых был и сам именинник, создали Общество исследования фольклора, начали издавать газету «Фольклор» и заложили основы формирования фольклористических научных отделений в регионах. Янагита лично популяризировал новую науку во время своих путешествий по стране. Члены его Общества ездили на полевые исследования в отдалённые сёла и на острова, где собирали этнографические материалы. В 1940 году за развитие фольклористики Кунио получил премию Асахи.
В ходе Второй мировой войны акцент исследований Янагиты сместился в сферу религиоведения. Его заинтересовала проблема первичных верований японцев, так называемого регионального негосударственного синтоизма. В августе 1945 года Янагита завершил работу «Рассказ о предках» и занялся написанием трилогии «Беседы о новом страноведении». В этих работах ученый систематизировал японские праздники и религиозные божества удзигами, исследовал историю японского культа почитания предков, а также проанализировал основные типы локальных верований в Японии.
После Второй мировой войны Янагита активно пытался ввести изучение фольклористики в школьную программу. В 1947 году он превратил своё рабочее помещение в Институт фольклористики, стал членом Японской академии искусств, а в марте 1949 года — членом Академии наук Японии. В апреле этого же года Янагита реорганизовал Общество исследования фольклора в Общество фольклористики Японии и был избран его первым главой. В 1951 году за заслуги в развитии науки японское правительство наградило его Орденом культуры.
В конце жизни Янагита занимался вопросами этногенеза у японцев, происхождением рисоводства и японской культуры. Свои исследования по этой теме он опубликовывал в фундаментальной работе «Морской путь», которая вышла за год до его смерти.
Кунио Янагита умер 8 августа 1962 года в возрасте 87 лет. Похоронен в городе Кавасаки префектуры Канагава. Научное наследие учёного, осуществившего попытку проникновения в истоки японского мировоззрения через фольклор, составляет фундамент современного японоведения. Памяти Янагиты посвящены два музея в Фукусаки и Нагано, построенные в домах, где он жил. Библиотека учёного хранится в одном из токийских университетов. В сильном влияние работ Янагиты на своё творчество признавался японский мангака Сигэру Мидзуки.

## Семья

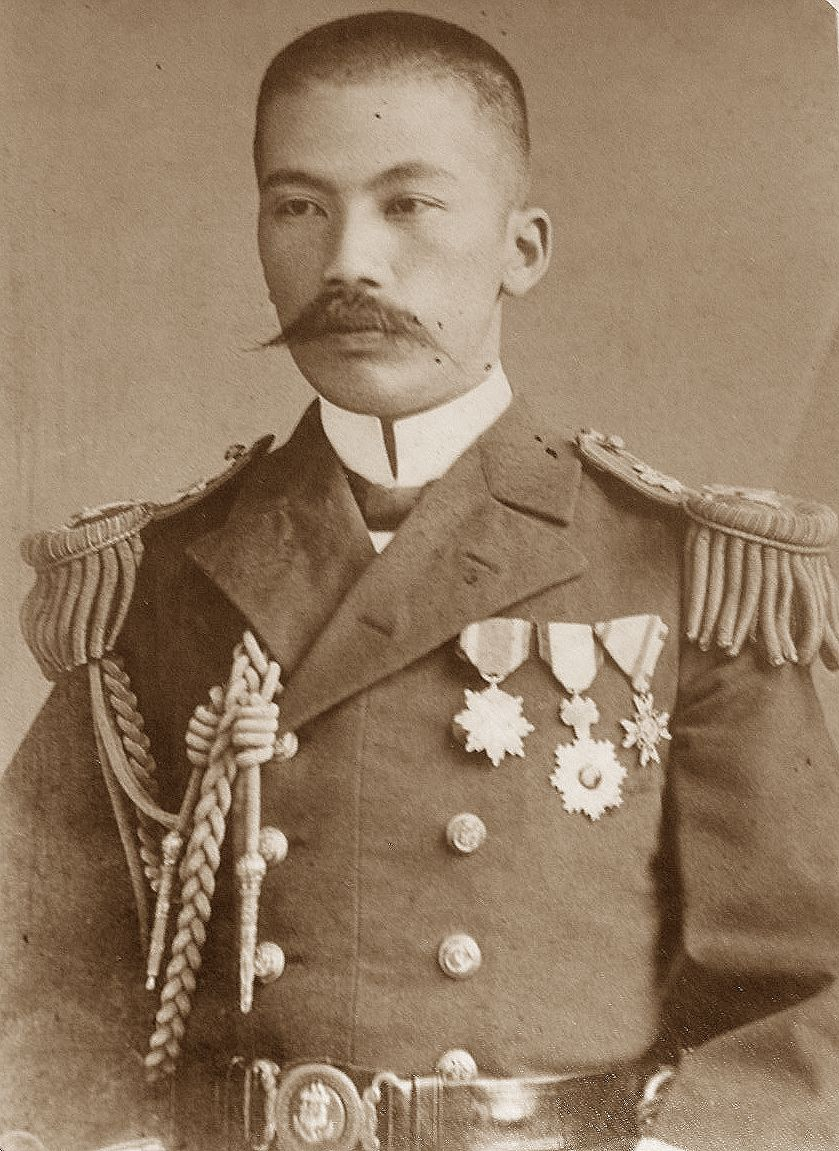
Сидзуо Мацуока (младший брат Кунио Янагита)

- Сидзуо Мацуока (младший брат Кунио Янагита)Названный отец: Наохира Янагита — судья Верховного суда Японии.
- Отец: Катацугу Мацуока — доктор.
- Мать: Такэ
- Старшие братья

Канаэ Мацуока — врач.
Дзюндзи Мацуока — умер в детстве.
Ясудзо Мацуока — писатель, поэт, врач.
Ёсиэ Мацуока — умер в детстве.
Томохару Мацуока — умер в детстве.
- Младшие братья

Сидзуо Мацуока — офицер флота, языковед, этнолог.
Тэруо Мацуока (Эйкю Мацуока) — художник.
- Жена: Така Янагита — четвёртая дочь Наохиры Янагиты.